# Руща (Свентокшиське воєводство)
Руща (пол. Ruszcza) — село в Польщі, у гміні Поланець Сташовського повіту Свентокшиського воєводства.
Населення — 729 осіб (2011).
У 1975-1998 роках село належало до Тарнобжезького воєводства.

## Демографія
Демографічна структура на день 31 березня 2011 року:
|          | Загалом | Допрацездатний вік | Працездатний вік | Постпрацездатний вік |
| -------- | ------- | ------------------ | ---------------- | -------------------- |
| Чоловіки | 375     | 92                 | 251              | 32                   |
| Жінки    | 354     | 73                 | 205              | 76                   |
| Разом    | 729     | 165                | 456              | 108                  |